# DJ Rashad
DJ Rashad, pseudonimo di Rashad Hanif Harden (Hammond, 9 ottobre 1979 – Chicago, 26 aprile 2014), è stato un disc jockey, produttore discografico e musicista statunitense.

## Biografia
Conosciuto come il pioniere del genere footwork, è nato in Indiana, ma fin da piccolo ha vissuto a Chicago. Ha sviluppato un precoce interesse per la musica cominciando l'attività di DJ da adolescente. Ha prodotto diversi brani con DJ Spinn, amico di Rashad conosciuto in città. Ha sviluppato il footwork, una danza molto diffusa a Chicago.
Il 26 aprile 2014 è morto per complicanze relative ad un coagulo di sangue nella gamba. Si trovava in un appartamento di Chicago. Secondo la polizia è stato trovato da un amico nella notte già deceduto. Dopo un'autopsia inconcludente, il suo decesso è avvolto nel mistero, anche se intorno al suo corpo sono state trovate tracce di droghe leggere.

## Discografia
- Juke Trax Online Vol. 3 (2006)
- Something 2 Dance 2 (2008)
- Just A Taste Vol. One (2011)
- Teklife Volume 1 – Welcome to the Chi (2012)
- Double Cup (2013)
- Afterlife (2016)